# Liste des stations de radio au Cameroun
Cet article présente la liste des radios au Cameroun.

## Radios nationales

### Radios publiques
- La Radio-Télévision du Caméroun - abrégé en CRTV - est l'organisme public de radiodiffusion national du Cameroun :
  - CRTV Radio : la radio nationale diffuse pour environ 1/3 de ses programmes en anglais et 2/3 en français.
  - Yaoundé FM 94
  - Suellaba FM
  - Mount Cameroon FM
  - Poala FM
  - Radio communautaire nghie-lah FM 104.25 dschang

### Radios internationales
- Africa Radio
- BBC WS Africa
- RFI Afrique
- Voice of America

### Radios privées
- Abakwa FM
- Tropical FM
- Mirror Radio TV 93.7 FM
- Ndefcam Radio (94.9 FM)
- Santa Community Radio 95.3 FM
- Radio Audace
- Radio Culture FM : Histoire et Culture
- Radio Bonne Nouvelle : radio privée chrétienne
- Radio Véritas : radio privée chrétienne catholique
- Sweet FM
- RSI [Radio Sport Info]
- Stone FM
- RTM
- Radio Nostalgie
- Peña Mundi FM
- Dibombari FM
- Cauris FM
- Magic FM
- Radio Venus
- Sky One Radio
- Satellite FM
- RUT FM
- VDM FM
- La Voix du Golfe
- Success Radio

### Région Centre et Yaoundé
Stations de radio FM à Yaoundé
| - Radio Campus YU II - Radio Tiéméni Siantou - FM Liberté - Radio Lumière - Royal FM - TBC FM - Youth Radio - CRTV Yaoundé - Kalak FM - Radio Vénus - Radio Health International - Médi 1 - Satellite FM - Radio de la Mairie de Yaoundé 2 - Radio Voltage 2 - BBC Afrique - Success Radio | - Radio Jeunesse - Magic FM - Radio Sweet FM - Djacom FM - CRTV Centre - Radio Bonne Nouvelle - Amplitude FM - Radio Reine - Sky One Radio - Protestant Voice Radio - RFI Afrique - Kiss FM - Radio des artistes - RFO (Radio Fondation ONGUENE) 106.8 FM - Radio Maria Cameroun - Radio Environnement - RIS RADIO - Radio METANOIA (90.8FM ) |

CITIES RADIO FM (99.3 FM)
RFO (RADIO FONDATION ONGUENE) 106.8 FM

### Littoral
| Dénomination         | Localité   | Fréquence | Commentaire                                                  |
| CRTV Littoral        | Douala     | 91.3      | station régionale publique                                   |
| RFI Afrique          | Douala     | 97.8      | station internationale                                       |
| RADIO AL HOUDA       | DOUALA     | 96.1      | Station musulmane communautaire.                             |
|                      |            |           |                                                              |
| Radio Audace         | Douala     | 106.8     | station commerciale privée Diffusions sur YouTube & Facebook |
| Radio Balafon        | Douala     | 90.3      | station commerciale privée                                   |
| Radio Équinoxe       | Douala     | 93        | station commerciale privée                                   |
| Africa Radio         | Douala     | 102.5     | station internationale africaine                             |
| CRTV Radio Nationale | Douala     | 89.2      | station nationale publique                                   |
| Peña Mundi FM        | Douala     | 92.6      | station communautaire                                        |
| Nkongsamba FM        | Nkongsamba | 96.2      | communautaire                                                |
| Radio Béthanie       | Ndoungue   | 103.5     | confessionnelle                                              |
| Success Radio        | Edéa       | 91.7      | Station Chrétienne                                           |
| Dibombari FM         | Dibombari  | 102.2     | Communautaire                                                |

### Région de l'Ouest
Stations de radio de la région Ouest :             
| Dénomination                | Localité  | Fréquence | Commentaire            |
| CRTV Ouest                  | Bafoussam | 93.5      | station régionale      |
| RFI Afrique                 | Bafoussam | 101.1     | station internationale |
| Radio Poala FM CRTV         | Bafoussam | 104.7     | Station commerciale    |
| Radio Batcham               | Bafoussam | 96.7      | privée                 |
| Radio Bonne Nouvelle        | Bafoussam | 97.9      | Thématique             |
| Radio TROPICAL              | Bafoussam | 98.4      |                        |
| Radio Universitaire Nanfah  | Bafoussam | 102.0     | Universitaire          |
|                             | Bafoussam | 98.4      | privée                 |
| TROPICAL FM                 | Bafoussam | 98.4      | Privée                 |
| Dunamis FM                  | Bafoussam | 94.0      | privée                 |
| Radio Vox Ecclesiae         | Bafoussam | 97.3      | Thématique             |
| Radio SITE-DAR              | Bafang    | 98.8      | Communautaire          |
| Radio Flambeau              | Banka     | 91.5      | Communautaire          |
| Radio Fotouni               | Fotouni   | 94.0      | Communautaire          |
| Radio CADEF                 | Bana      | 105.5     | Communautaire          |
| RTSBAFANG                   | Bafang    | 90.5      | privée                 |
| Radio Ngielah               | Dschang   | 104.25    | Communautaire          |
| Radio Nkwalah               | Dschang   | 100.0     | Communautaire          |
| Dschang University Radio    | Dschang   | 95.1      | Universitaire          |
| Radio Yemba                 | Dschang   | 98.0      | Communautaire          |
| Radio Communautaire Du Noun | Foumban   | 104.0     | Communautaire          |
| Radio Pouakone              | Foumban   | 98.5      | Communautaire          |
| Radio sonore de Kouoptamo   | Kouoptamo | 102.3     | Communautaire          |
| RAF FM                      | Foumban   | 90.0      | Communautaire          |
| Radio Médumba               | Bangangté | 100.0     | Communautaire          |
| Radio Ngiembong             | Mbouda    | 92.5      | Communautaire          |

Radio Môm Mike
```
90fm
```

### Région du Sud
| Dénomination                                           | Localité   | Fréquence | Commentaire |
| Radio communautaire Nkuli Makeli                       | Kribi      | 102.4MHZ  | Radio mise en place par le HCC, la COTCO avec l'appui technique de la FEDEC au profit des peuples autochtones Bagyeli et Bakola |
| CRTV Sud                                               | Ebolowa    | 97.6      | station régionale publique |
| RCDM, Radio Communautaire du Développement de la Mvila | Ebolowa    | 101.1     | communautaire |
| Radio Equatoriale                                      | Sangmelima | 92.7      | communautaire |
| Kribi FM                                               | Kribi      | 95.5      | communautaire |
| Radio Lolodorf                                         | Lolodorf   | 94.7      | communautaire - |